# Phymanthus buitendijki
Phymanthus buitendijki är en havsanemonart som beskrevs av Ferdinand Albin Pax 1924. Phymanthus buitendijki ingår i släktet Phymanthus och familjen Phymanthidae. Inga underarter finns listade i Catalogue of Life.